# Kizzy Matiakis
Kizzy Matiakis (født Howard,  født i 1981)  er en engelsk ballerina, der var tidligere solodanser ved Den Kongelige Ballet i Danmark.
Matiakis studerede først ballet med Leo Kersley, før hun flyttede videre til Central School of Ballet i London. Hun færdiggjorde sin uddannelse i London i 2000, og blev straks herefter hyret til den Kongelige Svenske Ballet (Kungliga Baletten). I 2003 flyttede hun til København for at tilslutte sig den Kongelige Danske Ballet, hvor hun i 2008 blev udnævnt som solist. I 2016 blev hun forfremmet til solodanser, den højeste stilling man kan opnå inden for dansk ballet.   I 2020 blev hun nomineret til Reumert-prisen for bedste danser, for sin optræden i Blixen.
Matiakis var oprindeligt planlagt til at gå på pension i 2021, med hendes sidste optræden som Karen Blixen i Blixen. Hun blev imidlertid gravid, og på grund af sin graviditet gav hun sin sidste optræden som Madge i Sylfiden den 14. november 2020.   Hun vandt en Reumert i 2021 for rollen.
Kizzy Matiakis er gift med Tim Matiakis, der også arbejder som danser. 